# Comuna Florianivka, Kozeatîn
Florianivka (în ucraineană Флоріанівка) este o comună în raionul Kozeatîn, regiunea Vinnița, Ucraina, formată din satele Florianivka (reședința) și Rubanka.

## Demografie
Componența lingvistică a satului Florianivka
     Ucraineană (97,97%)
     Rusă (1,78%)
     Alte limbi (0,13%)
Conform recensământului din 2001, majoritatea populației satului Florianivka era vorbitoare de ucraineană (97,97%), existând în minoritate și vorbitori de rusă (1,78%).